# Iglesia de San Martín de Tours (Villarreal de Urrechua)
La iglesia de San Martín de Tours es un inmueble de la localidad española de Villarreal de Urrechua, en la provincia de Guipúzcoa.

## Descripción
El edificio se encuentra en la localidad española de Villarreal de Urrechua, perteneciente a la provincia de Guipúzcoa, en la comunidad autónoma del País Vasco. Se menciona como iglesia parroquial del lugar en el Diccionario histórico-geográfico-descriptivo de los pueblos, valles, partidos, alcaldías y uniones de Guipúzcoa (1862) de Pablo de Gorosábel, donde aparece descrita con las siguientes palabras:

La iglesia parroquial de Villarreal está dedicada á San Martin, obispo de Tours. Es de patronato de la misma villa, y se halla servida por tres beneficiados; de los cuales, uno es vicario para la administracion de sacramentos. La fábrica de ella es muy anterior á la fundacion de la villa; pero su torre se acabó de construir el año de 1537, en el cual se colocaron tambien las campanas. Se estableció en la misma el reloj en el año siguiente, como consta del libro de cuentas de la fábrica. En los primeros tiempos esta parroquia estuvo gobernada por un solo sacerdote con título de rector perpétuo. Parece que en su eleccion solía haber algunas disensiones; por lo que el diocesano de Pamplona á peticion de la villa hizo en 12 de febrero de 1437 un estatuto reducido á lo siguiente. 1.° Que quedase suprimida la rectoría perpétua de dicha iglesia. 2° Que en su lugar se creasen de nuevo cuatro beneficios; cuya provision hiciesen el alcalde, jurado y concejo entre clérigos vecinos ú oriundos de la misma villa. 3.° Que si al tiempo de la vacante no hubiese en el pueblo clérigo de estas circunstancias se pudiese proveer persona extraña de él. 4.° Que estos cuatro beneficiados hubiesen de percibir con igualdad los diezmos y oblaciones. 5.° Que para la administracion de sacramentos el clero y pueblo propusiesen al obispo uno de los cuatro beneficiados que pareciese el mas idóneo y suficiente; quien debería gozar de las obvenciones que tenían los demás párrocos de Guipuzcoa. Para la validez de este estatuto la villa solicitó la aprobacion del papa. Consiguientemente Sixto IV por su bula de 17 de setiembre de 1471 cometió la resolucion de este asunto á D. Enrique de Belmonte, arcediano de tabla de la iglesia de Pamplona; quien lo confirmó en Roma á 17 de octubre del mismo año. Por otro despacho del tribunal eclesiástico de 15 de octubre de 1507 el cuarto beneficio se dividió en dos porciones; de manera que tuviese la una un beneficio con las cargas ordinarias, y el otro hiciese de sacristan y coadjutor. Pero estas piezas no se proveen en el dia á causa de su corta renta. [...] En la expresada iglesia parroquial existe el cuerpo de Santa Anastasia, vírgen y mártir. Fué donado á la misma por el R. P. Fr. Francisco de la Cruz y Necolalde en virtud de escritura otorgada en Madrid á 5 de junio de 1674 por testimonio de Francisco Hidalgo de Quintanilla, notario apostólico. Se le colocó en el año siguente en una caja ó arca de tres llaves; una de las cuales se entregó al vicario, otra al alcalde, y la tercera al mayordomo. Tambien posee las reliquias de las once mil vírgenes de Santa Jucundiana y de los santos mártires Constancio, Felix, Vicente y Peregrina. Conserva las correspondientes auténticas, que las han reconocido los obispos en sus santas visitas, y últimamente en la verificada por el ilustrísimo Sr. D. Severo Andriani el año de 1848.
(Gorosábel, 1862, pp. 624-625)